# Lagar Velho

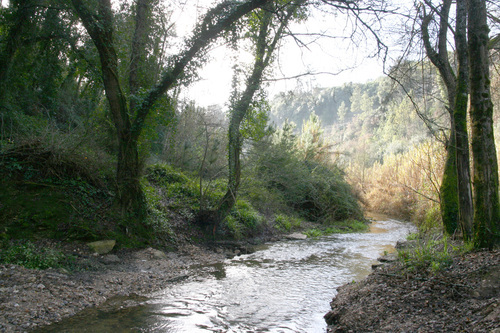
Kanion Lapedo

Lagar Velho (Abrigo do Lagar Velho) – stanowisko archeologiczne w dolinie Lapedo (Portugalia), ok. 140 km od Lizbony, odkryte przez João Maurício i Pedro Souto 28 listopada 1998. Od 12 grudnia do 7 stycznia 1999 odsłonięto szczątki 3-5,5 letniego chłopca, pochowane 24,5 tys. lat temu (stąd nazwa znaleziska Chłopiec z Lapedo albo Chłopiec z Lagar Velho). Stanowisko pierwotnie, przed 1992, znajdowało się 4 m pod powierzchnią nagromadzonych przez tysiące lat osadów.
Zwłoki przed pochowaniem były ochronione warstwą ochry, zawinięte w całun, a grób okolony wieńcem z kamieni i kości. Radiowęglowo datowane kości zwierząt z grobu pochodziły z okresu pogrzebu, dodatkowo potwierdzając celowość ułożenia artefaktów tego archeologicznego stanowiska. Pochowany był pod skałą na wznak, z głową leżącą na lewym policzku skierowaną twarzą na wschód (w kierunku skały), ze skrzyżowaną ręką (drugą zniszczono w 1992 roku) i skrzyżowanymi stopami. Przy szyi znaleziono przekłuty róg bursztynowej morskiej muszelki Littorina obtusata. Podobne muszle znaleziono opodal w pochówkach w Gruta do Caldeirão , datowane na 26,020 ± 320 lat temu. Cechy pochówku są zbliżone do kultury graweckiej z Paviland (Wielka Brytania), Arene Candide, Barma Grande, Caviglione, Ostuni (wszystko Włochy) i z okolic czeskiego Brna z Dolní Věstonice.
Niemal kompletny szkielet chłopca z Lagar Velho wykazuje mieszane cechy neandertalczyka i wczesnych Qafzeh-Skhul – anatomicznie współczesnych ludzi. Erik Trinkhaus z Saint Louis sugeruje, że cechy te są wynikiem skomplikowanego procesu mieszania, że niektóre cechy diagnostyczne są stabilne i nie są wynikiem klimatycznych aberracji oraz wnioskuje o płodnym krzyżowaniu się neandertalczyków z wczesnymi Qafzeh-Skhul ludźmi i kolejnym pokoleniem co najmniej 4 tys. lat po wcześniejszym 'krzyżowaniu'. W efekcie błędna jest klasyfikacja neandertalczyka jako wymarłego gatunku Homo neanderthalensis a poprawna jako wspólna rasa czy podgatunek przekazujący geny do puli genowej współczesnych ludzi, czyli Homo sapiens neanderthalensis.